# Marengan Laok
Marengan Laok is een plaats en bestuurslaag op het 4de niveau (kelurahan/desa) in het onderdistrict (kecamatan) Kalianget van het regentschap Sumenep van de provincie Oost-Java, Indonesië. Marengan Laok telt 4.126 inwoners (volkstelling 2010).